# Monochaetum pulchrum
Monochaetum pulchrum là một loài thực vật có hoa trong họ Mua. Loài này được Decne. mô tả khoa học đầu tiên năm 1848.